# Frédéric Auguste Alexandre de Beaufort-Spontin

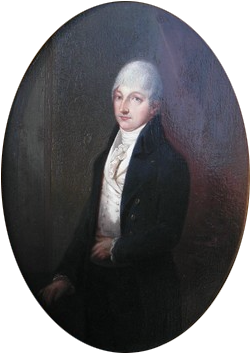
Frédéric Auguste Alexandre de Beaufort-Spontin

Frédéric Auguste Alexandre hertog van Beaufort-Spontin (Namen, 14 september 1751 - Brussel, 22 april 1817) was een bestuurder en hofdienaar.

## Familie
Hij werd geboren als zoon van Charles Antoine graaf en markies van Beaufort-Spontin (1713 - 1753) en Marie Marguerite Dorothée Victoire gravin de Glymes, markiezin de Florennes en markiezin Courcelles (1732 - 1755). Hij trouwde in 1783 met Marie Léopoldine de Toledo (1760 - 1792), met wie hij vijf kinderen kreeg. Hij hertrouwde in 1807 met Ernestine Marguerite gravin von Starhemberg (1782 - 1852), met wie hij vier kinderen kreeg. Uit het laatste huwelijk stamt Alfred, 3e hertog en 1e vorst van Beaufort-Spontin (1816-1888) aan wie in 1876 de Oostenrijkse titel van vorst en in 1878 het predicaat Doorluchtige Hoogheid werden verleend, overdraagbaar bij eerstgeboorte.
In 1816 werd hij erkend te behoren tot de Nederlandse adel met de titel van hertog van Beaufort Spontin, overdraagbaar bij eerstgeboorte; de andere leden van het geslacht dragen de titel van graaf en gravin.

## Loopbaan
Beaufort was kamerheer en raadsheer aan het keizerlijk hof in Wenen.
Hij werd in 1814 namens de geallieerden benoemd tot gouverneur-generaal van de Nederlanden (zie: Voorlopige regering van België (1814-1815). Hij was nadien nog kamerheer van de koning en grootmaarschalk aan het hof van Willem I.

## Nakomelingen
Van de negen kinderen van de hertog van Beaufort had alleen Albert de Beaufort (1816-1888) nageslacht. De nakomelingen bleven tot de Belgische adel behoren, maar ze vestigden zich in Oostenrijk. De twee laatste mannelijke naamdragers zijn:
- hertog Frederic de Beaufort-Spontin (1944), arts, hoogleraar nucleaire geneeskunde aan de universiteit van Graz
- graaf Christian de Beaufort-Spontin (1947), kunsthistoricus, directeur van het Kunsthistorisches Museum in Wenen.

De eerste heeft een dochter, de tweede twee dochters, zodat het uitsterven van de naam in het vooruitzicht is.